# La Femme tranquille

La Femme tranquille est un téléfilm français réalisé par Thierry Binisti, diffusé pour la première fois le 9 octobre 2008 sur France 3.

## Synopsis
En 1943, alors que la France est occupée, Louise, propriétaire d'un petit hôtel-restaurant, continue son activité et accueille bien volontiers des soldats allemands. Un jour, tandis qu'elle se rend chez un fournisseur, elle découvre, au détour d'un champ, un parachutiste anglais blessé. Attendrie et sans vraiment réfléchir aux conséquences, elle décide, le soir venu et avec l'aide d'Émile, son ami, de porter secours au jeune soldat...

## Fiche technique
- Réalisateur : Thierry Binisti
- Production : David Kodsi
- Scénario : Isabelle de Botton et Daniel Tonachella
- Image : Paco Wiser
- Musique originale : Anne Olga de Pass
- Date de diffusion : 9 octobre 2008 sur France 3
  - 12 septembre 2012 sur La Une (RTBF)
  - 14 octobre 2013 sur France 5
  - 22 janvier 2018 sur France 5
- Durée : 102 minutes.

## Distribution
- Line Renaud : Louise Delorme
- Pierre Mondy : Émile
- Richard Sammel : Hans
- Simon Boyle[1] : Winston
- Nadine Marcovici[2] : Madeleine
- Mickaël Pinelli[3] : Ernest
- Franck Adrien : Jeannot
- Pasquale d'Inca : le garde-chasse
- Cassandre Vittu de Kerraoul : Violette
- Franck Lorrain : Paul